# Beschäftigungsort
Der Beschäftigungsort ist ein Begriff des deutschen Sozialrechts, der in § 9 SGB IV definiert ist. Der Beschäftigungsort ist wichtig für die Feststellung der Zuständigkeit von Sozialversicherungsträgern wie etwa Krankenkassen oder Trägern der Rentenversicherung. Im Arbeitsrecht wird demgegenüber in der Regel von „Arbeitsort“ gesprochen.

## Definition
Der Beschäftigungsort ist prinzipiell der Ort, an dem eine Beschäftigung tatsächlich ausgeübt wird, d. h. an dem der Arbeitnehmer tatsächlich arbeitet. Bei einem festen Betrieb ist dieser auch dann Beschäftigungsort, wenn Arbeitnehmer vereinzelte Einsätze außerhalb des Betriebs durchführen. Werden Arbeitnehmer permanent außerhalb des Betriebs beschäftigt, ist dieser dennoch der Beschäftigungsort, wenn beide Orte in den Zuständigkeitsbereich desselben Versicherungsamts fallen. Arbeitet ein Arbeitnehmer in mehreren Betrieben, gilt der Betrieb als Beschäftigungsort, an dem der Arbeitnehmer überwiegend arbeitet. Überschreitet die Fläche eines Betriebs die Gemeindegrenze, ist der Beschäftigungsort die Gemeinde, an der der Betrieb seinen wirtschaftlichen Schwerpunkt hat.
Gibt es keinen festen Betrieb, ist der Beschäftigungsort der Ort des Unternehmenssitzes bzw. dessen Außenstelle, wenn sie die Arbeiten des Arbeitnehmers leitet. Liegt der Unternehmenssitz im Ausland, ist der Beschäftigungsort der Ort, an dem der Arbeitnehmer erstmals in Deutschland beschäftigt wurde.
In bestimmten Fällen gelten nach § 10 SGB IV Sonderregelungen bezüglich der Bestimmung des Beschäftigungsortes:
- Personen, die ein FSJ oder ein FÖJ absolvieren, haben ihren Beschäftigungsort dort, wo der Träger seinen Sitz hat.
- Entwicklungshelfer haben ihren Beschäftigungsort am Sitz des Trägers. Sind diese auf Antrag im Ausland versichert, gilt der Sitz der antragstellenden Stelle als Beschäftigungsort.
- Seeleute haben ihren Beschäftigungsort am Heimathafen ihres Seeschiffs. Hat das Seeschiff seinen Heimathafen im Ausland, ist der Beschäftigungsort Hamburg.

Im Falle der Ausstrahlung gilt der bisherige Beschäftigungsort fort, gab es bisher keinen, ist der Beschäftigungsort der Ort am Unternehmenssitz. Dies gilt entsprechend in sonstigen Fällen, in denen ein Arbeitnehmer im Ausland arbeitet, aber in Deutschland sozialversicherungspflichtig ist. Kann nach diesen Regeln kein Beschäftigungsort festgestellt werden, ist der Beschäftigungsort Ostberlin.
Der Begriff des Beschäftigungsortes ist nur auf Arbeitnehmer anwendbar. Für Selbständige gibt es den Begriff des Tätigkeitsortes nach § 11 SGB IV, auf den aber die Bestimmungen des Beschäftigungsortes entsprechend anwendbar sind. Hat der Selbständige keinen festen Betrieb und ist er an verschiedenen Orten beschäftigt, ist sein Wohnsitz oder gewöhnlicher Aufenthalt Tätigkeitsort.